# Melaleuca armillaris
Melaleuca armillaris ("bracelet honey myrtle") es una planta nativa de Australia del Sur y Victoria, en el sureste de Australia. También cuenta con una subespecie , Melaleuca armillaris sub. akineta, que se encuentra en el sur de Australia.

## Descripción
Melaleuca armillaris oscila de tamaño entre un arbusto grande con un pequeño árbol que alcanza hasta los 5 metros  de altura. Tiene una distintiva ramificación decumbentes y ramitas con hojas lineales estrechas de 1 mm de ancho. Las flores se disponen en inflorescencias  cilíndricas, con garras estaminales conspicuas de 5-6m m de largo.

## Cultivo
Melaleuca armillaris se cultiva como un árbol ornamental en parques y jardines. Se utiliza como un árbol de especímenes decumbentes que llegan al suelo y en grandes plantaciones de contenedores. Tolera condiciones secas.

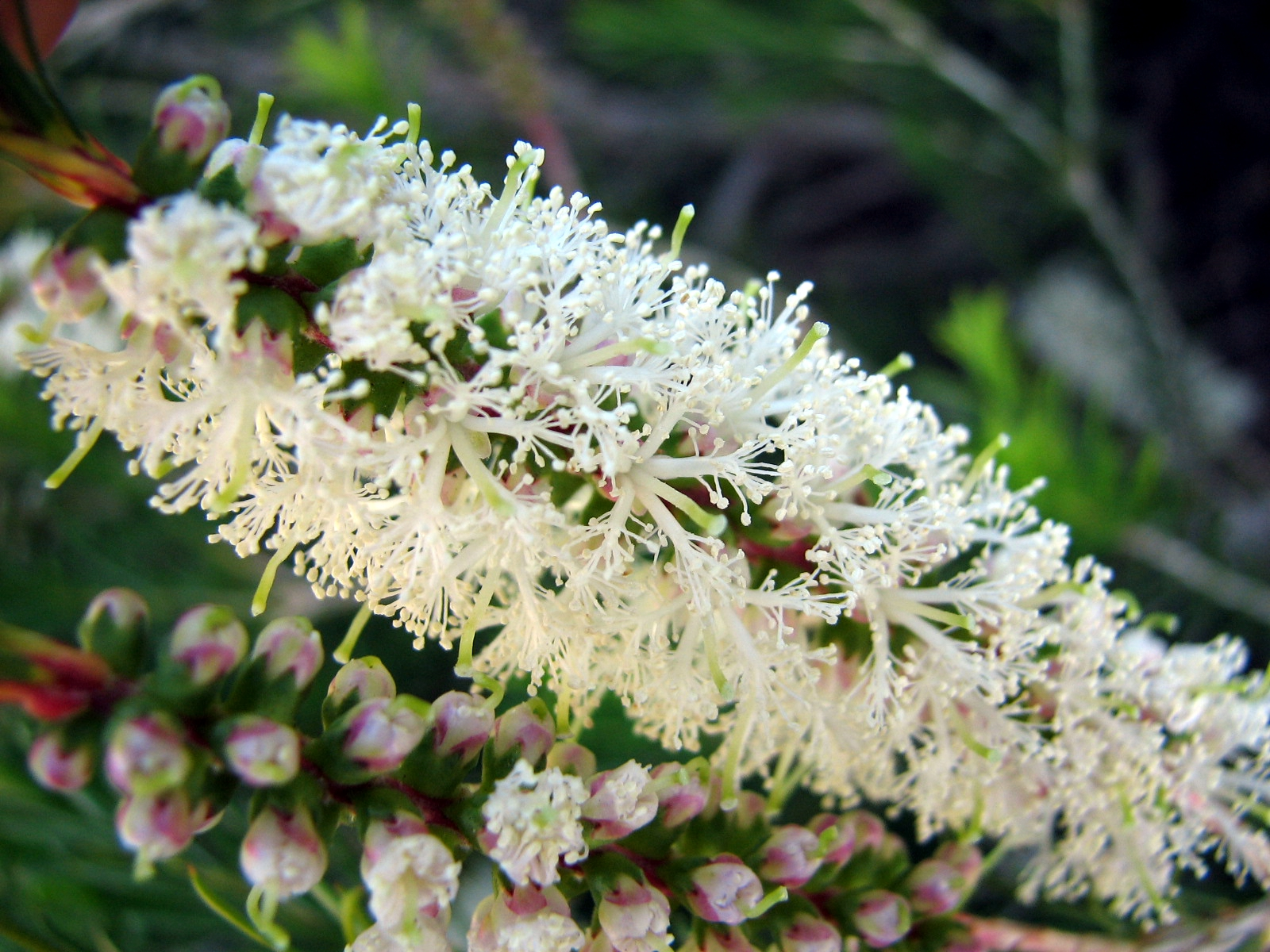
Melaleuca armillaris - flores.

## Taxonomía
Melaleuca armillaris fue descrita por (Sol. ex Gaertn.) Sm. y publicado en Transactions of the Linnean Society of London 3: 277. 1797.
Sinonimia
- Melaleuca armillaris subsp. armillaris
- Melaleuca ericifolia Andrews
- Melaleuca taxifolia Schltdl. ex Spreng.
- Metrosideros armillaris Sol. ex Gaertn.
- Myrtoleucodendron armillare (Sol. ex Gaertn.) Kuntze